# Tectariaceae
Ver Pteridophyta para una introducción a las plantas vasculares sin semilla
Las tectariáceas (nombre científico Tectariaceae) son una familia de helechos del orden Polypodiales, en la moderna clasificación de Christenhusz et al. 2011 basada en su predecesor sistema de Smith et al. (2006). La familia todavía está pobremente definida.

## Descripción
Terrestres o rupícolas; con rizoma escamoso; hojas continuas con el tallo (no articuladas), monomorfas o dimorfas; pecíolo con más de 3 haces vasculares, escamoso en la base; pinnas continuas con el raquis (no articuladas) o, en Cyclopeltis, articuladas; raquis, costas y cóstulas redondeados adaxialmente, no sulcados o muy someramente sulcados, pelosos, los tricomas generalmente rojizos, erectos a patentes, con ápices romos, aplanados, las células adyacentes torcidas (i.e., tricomas cateniformes, de tipo Ctenitis) o, en Megalastrum, blanquecinos, antrorsamente estrigosos a patentes, con ápices agudos, teretes o casi teretes; soros redondos, raramente oblongos o con forma de "J" o (en Dictyoxiphium) lineares; indusio presente o raramente ausente; pedículo de los esporangios con 3 hileras de células inmediatamente por debajo de la cápsula; anillo vertical, interrumpido por el pedículo; esporas monoletes, aclorofílicas; tiene un número de cromosomas de x=41.
Esta familia se coloca a menudo en Dryopteridaceae, de la cual se puede distinguir por caracteres de los ejes y por el tipo de pelosidad. En Tectariaceae los ejes no son sulcados o lo son muy someramente. En Dryopteridaceae, los ejes son profundamente sulcados y los surcos son marcadamente decurrentes en los del orden siguiente inferior. Los tricomas adaxiales de los ejes también son diferentes entre las dos familias. Con excepción de Megalastrum, todos los géneros de Tectariaceae tienen ejes pelosos en la superficie adaxial con tricomas de tipo Ctenitis, que son tricomas cortos, multicelulares, generalmente rojizos (con el color concentrado a menudo en las paredes transversas), cuyas células se tuercen en ángulos rectos entre s&iactue; al secar (cateniformes). Este tipo de tricoma está a menudo presente en otras partes de la lámina. En Dryopteridaceae, los surcos son glabros o, si pelosos (en Stigmatopteris), los tricomas miden 0.05-0.2 mm y no son cateniformes. En general, Dryopteridaceae carece de tricomas.
Los dos tipos de ejes se encuentran en la primitiva familia Dennstaedtiaceae y se ha sugerido que Dryopteridaceae y Tectariaceae han tenido orígenes separados a partir de antepasados dennstedtioides con los diferentes tipos de raquis ( Holttum, 1968, 1984). Sin embargo, tanto Dryopteridaceae como Tectariaceae tienen el mismo número cromosómico de x=41 y esporas similares, lo que sugiere que se derivaron de un antepasado común. Esto último parece más probable

## Taxonomía
Introducción teórica en Taxonomía
La clasificación más actualizada es la de Christenhusz et al. 2011 (basada en Smith et al. 2006, 2008); que también provee una secuencia lineal de las licofitas y monilofitas.
- Familia 45. Tectariaceae Panigrahi, J. Orissa Bot. Soc. 8: 41 (1986). Sinónimos: Dictyoxiphiaceae Ching, Sunyatsenia 5: 205, 218. 1940, nom. inval. Hypoderriaceae Ching, Sunyatsenia 5: 209, 245. 1940, nom. inval.

6–10 géneros. (Aenigmopteris, Arthropteris, Hypoderris, Pleocnemia, Psammiosorus, Psomiocarpa, Pteridrys, Tectaria, Triplophyllum, Wagneriopteris). Referencias: Christenhusz (2010b), Liu (2007b).
Nota: Arthropteris ha sido tentativamente incluido aquí por Smith et al. (2006a), pero Liu (2007b) lo ubicó en Dryopteridaceae. La correcta ubicación de este género todavía es incierta. Esta familia está pobremente definida, especialmente cuando son incluidos Arthropteris y Psammiosorus. El número de géneros que pertenecen a Tectariaceae todavía es incierto.

### ClasificaciónsensuSmithet al.2006
Ubicación taxonómica:
Plantae (clado), Viridiplantae, Streptophyta, Streptophytina, Embryophyta, Tracheophyta, Euphyllophyta, Monilophyta, Clase Polypodiopsida, Orden Polypodiales, Familia Tectariaceae.
Sinónimo: Tectarioides.
Incluyendo Dictyoxiphiaceae, Hypoderriaceae.
8 a 15 géneros, aquí circunscriptos:
- Tectaria sensu lato (donde se encuentra la mayor parte de las especies, incluyendo los géneros Amphiblestra, Camptodium, Chlamydogramme, Cionidium, Ctenitopsis, Dictyoxiphium, Fadyenia, Hemigramma, Pleuroderris, Pseudotectaria, Quercifilix, y quizás algunos de los géneros mencionados abajo).
- Aenigmopteris
- Arthropteris (aparentemente no está cercanamente emparentada con Oleandra, como previamente fue sugerido -Kramer en Kubitzki 1990-, ni a Nephrolepis, como fue sugerido por Pichi Sermolli en 1977. Los análisis que incluyeron este género lo mostraron como hermano de los tectarioides -Hasebe et al. 1995, Tsutsumi y Kato 2006-. Véase también nota en Psammiosorus).
- Heterogonium
- Hypoderris
- Pleocnemia
- Psammiosorus (género endémico de Madagascar, ha sido emplazado cerca de Arthropteris -Kramer en Kubitzki 1990- o incluso dentro de Arthropteris (Tyron y Lugardon 1991, sobre la base de la ornamentación de la espora-. Por eso, tanto Arthropteris como Psammiosorus son tentativamente asignadas a Tectariaceae, a pesar de que así la familia queda más difícil de definir morfológicamente).
- Psomiocarpa
- Pteridrys
- Triplophyllum (Holttum 1986)

Cerca de 230 especies.

## Filogenia
Introducción teórica en Filogenia
La familia parece ser monofilética con la circunscripción aquí dada. Sin embargo hay que tener en cuenta que los límites dentro de los géneros, especialmente en Tectaria sensu lato, aún están muy en duda.
Si se incluyera a Tectariaceae dentro de un Dryopteridaceae expandido, la familia quedaría polifilética. Ctenitis, Lastreopsis y muchos otros géneros incluidos en Dryopteridacaeae han sido muchas veces considerados parientes de los tectaroides (Pichi Sermolli 1977, Holttum 1986, Moran en Davidse et al. 1995).

## Caracteres
Con las características de Pteridophyta.
Rizomas usualmente cortamente rastreros a ascendentes. Dictiostélicos. Con escamas.
Pecíolos sin abscisión, con un anillo de haces vasculares en el corte transversal.
Láminas simples, pinnadas o bipinnadas, a veces descompuestas. Indumento de pelos en conjuntos? ("jointed"), usualmente cortos como cabitos ("stubby") en los ejes, las venas, y a veces en el tejido de la lámina, especialmente en los ráquises y la costilla adaxial. Venas libres o bastante comúnmente anastomosadas, a veces con venillas inclusas. Indusio reniforme o peltado (perdido en muchas ramas).
Esporas amarronadas, reniformes, monolete, variadamente ornamentadas.
Número de cromosomas: x = 40 (unos pocos géneros con x = 41, algunos disploides -"dysploids"- con x = 39).